# Graham Stark
Graham William Stark (ur. 20 stycznia 1922 w Wallasey, zm. 29 października 2013 w Londynie) – angielski reżyser, scenarzysta, aktor i komik.

## Filmografia
seriale
- 1956: A Show Called Fred jako Różne role
- 1962: Man of the World jako Hank
- 1980: Hi-de-hi! jako Tony
- 1998: Comedy Lab jako Morry

film
- 1952: Down Among the Z Men
- 1961: On the Fiddle jako Sierżant Ellis
- 1964: Różowa Pantera: Strzał w ciemności jako Hercule Lajoy
- 1970: Zacznijcie rewolucję beze mnie jako Andre Coupe
- 1983: Klątwa Różowej Pantery jako Znudzony kelner
- 1998: Marco Polo jako Stary Król

scenarzysta
- 1970: Simon Simon

reżyser
- 1970: Simon Simon
- 1971: The Magnificent Seven Deadly Sins